# Горишний (село)
Горишний (укр. Горішній) — село в Давыдовской сельской общине Львовского района Львовской области Украины.
Население по переписи 2001 года составляло 110 человек. Почтовый индекс — 81135. Телефонный код — 3230.

## История
В 1946 г. Указом ПВС УССР хутор Вулька Горная переименован в Горишний.